# 下洪君站
下洪君站（韓語：하홍군역）是朝鮮民主主義人民共和國咸鏡南道虛川郡的一個鐵路車站，属于虛川線。

## 邻近车站
虛川線
長坡站 - 下洪君站 - 洪君站